# Sira (Noruega)
Sira és un poble del municipi de Flekkefjord, del comtat d'Agder, a Noruega. El poble està ubicat just a l'est de la frontera del comtat d'Armilla-Agder i Rogaland. La ruta europea E39 passa pel poble i la línia ferroviària Sørlandet Line recorre el poble, parant a la Sira Station. L'àrea de 0.66 quilòmetre quadrat (160-acres) del poble tenia una població (l'any 2015) de 630 habitants, i una densitat de població de 955 habitants per quilòmetre quadrat (2,470/milles quadrades).
Sira s'estén al llarg del riu Sira, just al sud del llac Sirdalsvatnet. El riu i el llac formen tots dos una part del sistema d'energia hidràulica de Sira-Kvina. Sira era el centre administratiu de l'antic municipi de Bakke que es va dissoldre i fusionar amb Flekkefjord l'any 1965. L'església de Bakke està ubicada a l'extrem sud del poble.